# (5158) Ogarev
(5158) Ogarev ist ein Asteroid des Hauptgürtels, der am 16. Dezember 1976 von der russischen Astronomin Ljudmila Iwanowna Tschernych am Krim-Observatorium in Nautschnyj (IAU-Code 095) entdeckt wurde.
Der Asteroid gehört zur Nysa-Gruppe, einer nach (44) Nysa benannten Gruppe von Asteroiden, die auch als Hertha-Familie bekannt ist (nach (135) Hertha).
Am 20. Juni 1997 wurde (5158) Ogarev zu Ehren des russischen Publizisten und Dichters Nikolai Platonowitsch Ogarjow benannt.